# Hermann Heil
Hermann Heil (* 12. Januar 1935 in Tondern, Nordschleswig, Dänemark; † 16. Oktober 2018 in Ries, Nordschleswig, Dänemark) war ein dänisch-deutscher Verbandsfunktionär, Hauptgeschäftsführer des Bundes Deutscher Nordschleswiger, der Dachorganisation der Deutschen Minderheit in Dänemark, und Vorsitzender der Arbeitsgemeinschaft deutscher Minderheiten der Föderalistischen Union Europäischer Volksgruppen (FUEV).

## Leben und Beruf
Hermann Heil bestand 1954 an der dänischen Staatsschule in Tondern (dän. Tønder) das Abitur. Nach dem Wehrdienst bei der dänischen Marine von 1954 bis 1956 in Kopenhagen studierte er 1956 bis 1958 Betriebswirtschaft an der Handelshochschule Kopenhagen und war nebenher in der freien Wirtschaft beschäftigt. Von 1959 bis 1961 war er kaufmännischer Angestellter bei dem dänischen Generalvertreter eines großen deutschen Reifenherstellers in Kopenhagen. 1962 bis 2002 war er im Deutschen Generalsekretariat der Bundes Deutscher Nordschleswiger, der Hauptorganisation der Deutschen Minderheit in Dänemark mit Sitz in Apenrade (dän. Aabenraa) tätig, anfangs als Konsulent für Wirtschaftsfragen, ab 1972 als Hauptgeschäftsführer. Von 1974 bis 1989 gehörte er als Vertreter der Schleswigschen Partei dem Amtsrat Nordschleswig an, war 1974 bis 1978 Mitglied des Sozialausschusses und gehörte von 1978 bis 1989 dem Ökonomieausschusses an. Ab 1964 engagierte sich Heil ehrenamtlich in der Föderalistischen Union Europäischer Volksgruppen (FUEV). Von 1994 bis 1999 war Hermann Heil Vorsitzender der Arbeitsgemeinschaft deutscher Minderheiten in der FUEV. Diese geht auf eine Initiative des Deutschen Bundesministeriums des Innern zurück und wurde 1991 in Budapest als informelle Arbeitsgemeinschaft gegründet, die alle Organisationen vereint, die in der FUEV zusammengeschlossen sind und sich als Verbände deutscher Minderheiten betrachten.

### Orden
- 2002 Verdienstorden der Bundesrepublik Deutschland

## Quelle
- Schriften der Heimatkundlichen Arbeitsgemeinschaft für Nordschleswig, Jahrgang 1981, Heft 43/44